# Бирлик (Курмангазинский район)
Бирлик (каз. Бірлік, до 2007 г. — Утера́) — село в Курмангазинском районе Атырауской области Казахстана. Административный центр Бирликского сельского округа. Код КАТО — 234639100.

## Население
В 1999 году население села составляло 1640 человек (810 мужчин и 830 женщин). По данным переписи 2009 года, в селе проживало 1697 человек (847 мужчин и 850 женщин).

## Известные жители и уроженцы
- Асанов, Касым Абуович (1931—2006) — казахский учёный, академик, Герой Социалистического Труда.
- Имашев, Саттар Нурмашевич